# Liste der Einträge im National Register of Historic Places im Clark County (Illinois)

Lage des Clark County in Illinois

Die Liste der Einträge im National Register of Historic Places im Clark County in Illinois führt alle Bauwerke und historischen Stätten im Clark County auf, die in das National Register of Historic Places aufgenommen wurden.

## Aktuelle Einträge
| [ 2 ] | Name                          | Bild                          | Eintragsdatum        | Lage                                                                    | Ort          | Beschreibung |
| ----- | ----------------------------- | ----------------------------- | -------------------- | ----------------------------------------------------------------------- | ------------ | ------------ |
| 1     | Archer House Hotel            | Archer House Hotel            | 1976 ID-Nr. 76000685 | 717 Archer Avenue 39° 23′ 27″ N, 87° 41′ 40″ W                          | Marshall     |              |
| 2     | Robert L. Dulaney House       | Robert L. Dulaney House       | 1997 ID-Nr. 97000382 | 602 North 7th Street 39° 23′ 43,4″ N, 87° 41′ 52″ W                     | Marshall     |              |
| 3     | First Congregational Church   | First Congregational Church   | 2003 ID-Nr. 02001753 | 202 North 6th Street 39° 23′ 29″ N, 87° 41′ 48″ W                       | Marshall     |              |
| 4     | Harlan Hall                   | Harlan Hall                   | 2001 ID-Nr. 01001309 | 603 Locust Street 39° 23′ 22″ N, 87° 41′ 42″ W                          | Marshall     |              |
| 5     | John W. Lewis House           | John W. Lewis House           | 1982 ID-Nr. 82002519 | 503 Chestnut Street 39° 23′ 13″ N, 87° 41′ 42″ W                        | Marshall     |              |
| 6     | Manly-McCann House            | Manly-McCann House            | 1982 ID-Nr. 82002520 | 402 South 4th Street 39° 23′ 13,4″ N, 87° 41′ 47,4″ W                   | Marshall     |              |
| 7     | Old Stone Arch Bridge         | Old Stone Arch Bridge         | 1978 ID-Nr. 78001117 | Östlich von Clark Center abseits des US 40 39° 22′ 17″ N, 87° 45′ 29″ W | Clark Center |              |
| 8     | Old Stone Arch, National Road | Old Stone Arch, National Road | 1975 ID-Nr. 75000643 | Archer Street 39° 23′ 10,6″ N, 87° 41′ 47,4″ W                          | Marshall     |              |

## Frühere Einträge
| [ 2 ] | Name                      | Bild | Eintragsdatum        | Lage                                             | Ort         | Beschreibung |
| ----- | ------------------------- | ---- | -------------------- | ------------------------------------------------ | ----------- | ------------ |
| 1     | Millhouse Blacksmith Shop |      | 2003 ID-Nr. 86003156 | East Poplar Road 39° 27′ 2,8″ N, 87° 47′ 54,2″ W | Clarksville |              |